# 曲靖医学高等専科学校
曲靖医学高等専科学校（きょくせいいがくこうとうせんかがっこう、英語: Qujing Medical College）は、曲靖市馬竜区通泉街龍湖東路1号に本部を置く中華人民共和国の省立大学。1958年創立、2006年大学設置。

## 概要
2023年に馬龍区へ移転した。附属総合病院(三級)を1病院、教育病院を6病院持つ。

## 沿革
- 1928年 前身の旧昆明赤十字病院（現曲靖市第二人民医院）が開院。
- 1958年 雲南省人民政府批准、曲靖衛生学校が成立。
- 1970年 前身の旧昆明赤十字病院（現曲靖市第二人民医院）が昆明から曲靖市へ移転。
- 1982年 曲靖市中医医院が開院。
- 1996年 雲南省人民政府から省(大臣)重点中等専門学校へ改組。
- 2006年 曲靖医学高等専科学校として正式に大学化。
- 2015年3月20日 昆明赤十字病院を曲靖市第二人民病院と改称。
- 2022年 雲南省の「双一」建設大学に選出。
- 2023年 キャンパスを馬龍区へ移転。

## 学部
- 基礎医学院
- マルクス主義学院
- 人文学院
- 継続教育学院
- 臨床学院
- 看護学院
- 医学技術学院
- 薬学院
- 公共衛生・健康管理学院
- 口腔学院
- 中医学院

研究所
- 高等職業教育研究所
- 微生物研究所

施設
- 図書館（校史館）

## 付属病院
- 曲靖市第二人民医院
- 曲靖市中医医院